# Pinus taeda
Il Pinus taeda è una specie di pino nativa degli Stati Uniti d'America sud-orientali, precisamente dal Texas centrale ad est verso la Florida, e da nord nel Delaware e nel New Jersey meridionale. I sondaggi del Servizio Forestale degli Stati Uniti hanno scoperto che il Pinus taeda è la seconda specie di albero più comune negli Stati Uniti, dopo l'acero rosso.